# Nanningosaurus dashiensis
Il nanningosauro (Nanningosaurus dashiensis) è un dinosauro erbivoro, vissuto nel Cretaceo superiore in Cina. Appartiene al gruppo degli adrosauri. 
Questo dinosauro è conosciuto attraverso uno scheletro incompleto (ossa del cranio, del bacino e del braccio), rinvenuto nel bacino dello Nialong, nella regione cinese del Guanxi. La dentatura di questo adrosauro era caratteristica, così come gli arti anteriori abbastanza gracili e l'ischio decisamente incurvato. I paleontologi che descrissero i resti stabilirono che il nanningosauro era un rappresentante primitivo dei dinosauri a becco d'anatra crestati, noti anche come lambeosaurini. Analisi successive (Xing et al., 2014) lo ritengono, invece, un rappresentante basale degli adrosauromorfi, esterno, quindi, alla famiglia degli adrosauridi veri e propri. Questo animale è il primo adrosauro descritto dal sud della Cina.